# Aposiopèse
L'aposiopèse, du grec ἀποσιώπησις (aposiôpêsis), « action de s'interrompre en parlant ou de cesser de parler, silence » [du verbe grec ἀποσιωπάω (aposiôpáô), « cesser de parler, se taire, garder secret »], est une figure de style qui consiste à suspendre le sens d'une phrase en laissant au lecteur le soin de la compléter. L'aposiopèse révèle une émotion ou une allusion se traduisant par une rupture immédiate du discours. L'aposiopèse est une ellipse proche de la réticence et de la suspension.

## Exemples
- Le Quos ego de Neptune dans l’Énéide de Virgile où le dieu grec de la mer parle avec les vents :

« Osez-vous, sans ma permission, ô vous, bouleverser le ciel et la terre et soulever de telles masses ? J’ai envie de vous… ! Mais il faut d’abord apaiser les flots déchaînés… »

— Virgile, Chant I, vers 133-135
- Phèdre de Racine :

« Tu vas ouïr le comble des horreurs.

J'aime… À ce nom fatal, je tremble, je frissonne.

J'aime… »

- Bérénice (II, 4) de Racine :

« Moi, qui mourrais le jour qu'on voudrait m'interdire

De vous… »

- Le Fils Naturel (IV, 2) de Diderot :

« Un étranger !... Un inconnu !... Un homme qui n'a paru qu'un moment parmi nous !... Dont on n'a jamais nommé les parents !... Dont la vertu peut être feinte !... Madame, pardonnez... J'oubliais... Vous le connaissez bien, sans doute ?... »

- Honoré de Balzac, La Peau de chagrin :

« À mon arrivée au logis, Pauline m'interrompit en disant : - Si vous n'avez pas de monnaie… »

- Claude Simon, La Bataille de Pharsale :

« La peau tirée en arrière formant comme une couronne plissée rose vif au-dessous du bourrelet du gland découvert brillant de salive quand elle recule sa bouche oreille qui peut voir dents blanches entre les lèvres humides brillantes elles aussi de la même salive je souffrais comme… »

— Claude Simon, La Bataille de Pharsale. Paris, éd. Minuit, 1969, p.46

## Définition

### Définition linguistique
L'aposiopèse est une brusque interruption du récit qui se signale par une typographie et une ponctuation spécifique (comme l'usage trop fréquent des points de suspension, voire aussi l'absence de ponctuation comme les virgules délimitant les clauses signifiantes que le lecteur doit reconstituer pour tenter de trouver un sens au discours parmi plusieurs possibles, et même parfois aussi les points, comme si l'auteur ne voulait jamais terminer aucune phrase, et où le lecteur doit en chercher lui-même la fin).
Le discours semble alors suspendu et au récepteur d'en terminer la logique. Ce marquage formel en fait un synonyme des figures de la suspension et de la réticence (d'ailleurs l'aposiopèse a comme nom en rhétorique latine: reticencia) mais les différences sémantiques existent néanmoins. Par ailleurs, l'aposiopèse est une ellipse de construction : elle passe sous silence un fragment de phrase.

### Genres concernés
Le genre dramatique utilise beaucoup l'aposiopèse, Molière notamment, à des fins comiques comme dans L'École des femmes où il fait hésiter Agnès à dévoiler les ressorts de sa conduite à Arnolphe avec un jeune inconnu qui lui a rendu visite. Ici les aposiopèses matérialisées par des points de suspension dans les tirades d'Agnès font corps avec des stichomythies formant un dialogue alternant sur l'un et l'autre des personnages à effet comique :
Dans le roman ou la poésie, l'aposiopèse convient particulièrement au monologue intérieur et aux sous-conversations selon le mot de Marguerite Duras : ces fragments de pensée du personnage incluses à la narration. Pour D. Bergez, V. Géraud et J.-J. Robrieux, dans leur Vocabulaire de l’analyse littéraire « l'aposiopèse institue une sorte de connivence entre auteur et narrateur et lecteur, et qui s’applique souvent aux dialogues et aux monologues intérieurs » comme chez Claude Simon dans La Route des Flandres.

## Historique de la notion
Vital Gadbois in Georges Mounin : Dictionnaire de la linguistique distingue l'aposiopèse de la figure de style dite de la suspension qui, contrairement à celle qui nous intéresse, n’interrompt pas mais retarde, rejette vers la fin de l’énoncé l’apparition d’une partie essentielle à la compréhension de ce dernier. Gadbois fait bien plutôt de l’aposiopèse un synonyme de la figure nommée réticence.

### Figures proches
- Figure « mère » : ellipse
- Figures « filles » : aucune
- Paronymes : aucun
- Synonymes : suspension, réticence, anacoluthe
- Antonymes : déclaration